# Ceryx salutatoria
Ceryx salutatoria är en fjärilsart som beskrevs av Sergius G. Kiriakoff 1965. Ceryx salutatoria ingår i släktet Ceryx och familjen björnspinnare. Inga underarter finns listade i Catalogue of Life.